# Breunes
Les Breunes (latin Breuni ou Breones ; grec Βρεῦνοι) sont un peuple installé dans l'Antiquité en Rhétie, à proximité du col du Brenner. Ils furent soumis par les Romains lors de la campagne de Drusus, en 15 av. J.-C., et figurent à ce titre sur l'inscription du Trophée des Alpes, à La Turbie.

## Nom et origine des Breunes
Le nom des Breunes se trouve en latin sous les formes Breuni (la plus courante) et Breones ; mais on rencontre aussi  plus rarement : Brenni, Brenci, Breuci et Briones.
Le premier auteur ancien qui les mentionne est Strabon. Il les pense de souche illyrienne, comme le fait indirectement plus tard Appien, qui considère comme illyriens tous les peuples qui vivaient entre l'arc alpin et le Danube. Mais les Vindéliciens, desquels les rapprochent aussi la plupart des auteurs latins (Horace, Florus) ainsi que Ptolémée, sont des Celtes ; le Pseudo-Acron, commentateur d'Horace, les déclare clairement gaulois : Genauni et Breuni, gentes Gallorum.
Le nom du Brenner est certainement apparenté, et probablement dérivé de celui de ce peuple.

## Situation
Les Breunes étaient certainement installés dans la vallée de la Sill, affluent de rive droite de l'Inn, qui descend du col du Brenner, du côté nord. Mais il est possible qu'ils aient occupé aussi la haute vallée de l'Isarco, au sud du Brenner ; dans ce cas, ils contrôlaient le col et ses deux voies d'accès.